# Nestea
Nestea S.A. è una azienda svizzera produttrice di tè, di proprietà della Nestlé.

## Descrizione
Fino alla fine dell'anno 2017, il tè freddo Nestea era distribuito da Nestlé negli Stati Uniti e dalla joint venture Beverage Partners Worldwide (BWP) (una joint venture fra la The Coca-Cola Company e la Nestlé) nel resto del mondo. I partenariati tra le due ditte hanno cessato il 1º luglio 2018. È la prima concorrente della Lipton Iced Tea, di proprietà Unilever/Pepsi. La Nestea produce una vasta gamma di tè, tè freddi in bottiglia o lattine. A seconda del Paese, la Nestea produce tè di diversi gusti.
La nuova ricetta di tè freddo Nestea, prodotta da foglie di tè nero dalle Blue Mountains (Nilgiri) in India, non contiene coloranti, né conservanti o aromi artificiali.
La distribuzione del nuovo Nestea è assicurata in Italia da Sanpellegrino dalla fine della joint venture con Coca Cola.

## Paesi di vendita
Nello Sri Lanka i prodotti Nestea sono differenti rispetto al resto del mondo, in quanto si tratta di un tè istantaneo al latte caldo. La Nestea commercializzò un prodotto simile anche nel Regno Unito negli anni settanta, per un breve periodo, prima di ritirarlo definitivamente dal mercato.

## Spot
La musica dello spot Nestea dell'estate 2010 è Suddenly I See di KT Tunstall.